# Niccolò Tornioli
Niccolò Tornioli (Siena, post 1598 – Roma, 18 agosto 1651) è stato un pittore italiano.

## Biografia

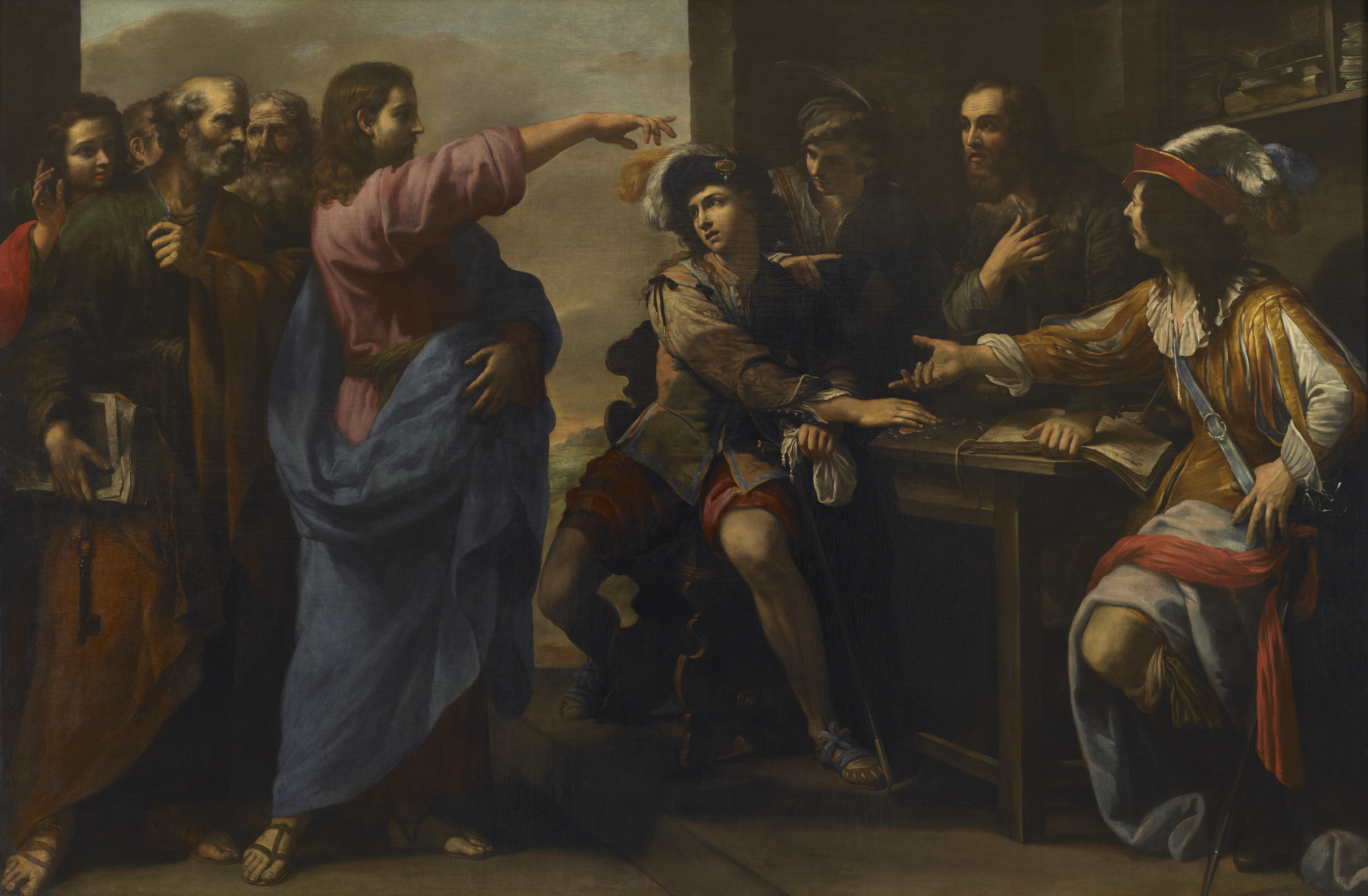
Vocazione di san Matteo, Rouen

Nacque a Siena da Lorenzo Tornioli, "pesatore" presso la dogana cittadina, e si formò e iniziò a dipingere nella città natale.
Nel 1635 si era trasferito a Roma. Strinse amicizia con il collaboratore di Agostino Tassi, Giovanni Antonio Galli, detto "lo Spadarino" e con gli scultori Francesco Mochi e Alessandro Algardi. 
La venuta a Roma al fianco di Federico IV Borromeo (1617-1673), suo protettore, divenuto in seguito cardinale (1670), non lo favorì, come sperato, nei contatti con i committenti e, nel marzo del 1636, abbandonò il Borromeo e passò sotto la protezione del cardinale Maurizio di Savoia (1593-1657) che gli commissionò nello stesso anno un ritratto a cavallo dell'imperatore Ferdinando III e le macchine pirotecniche per i festeggiamenti in occasione della sua ascesa al trono. Per il cardinale dipinse inoltre "molti quadri di istorie e bizzarrie", una Madonna in gloria con le anime dei santi e un San Michele, inviati a Torino. 
Nel 1642 passò al servizio del cardinale Francesco Barberini (1597-1679), per il quale eseguì un dipinto collocato nella chiesa di Santa Petronilla di Siena, distrutto in seguito da un incendio nel 1689. Per i Barberini eseguì anche un'altra Madonna con Bambino, in possesso del principe Maffeo Barberini nel 1686. Un'altra opera ignota fu eseguita per il cardinale Francesco Adriano Ceva.
Nel 1643 si presentò presso gli oratoriani della Chiesa Nuova (Santa Maria in Vallicella), chiedendo di fare gratuitamente una pittura in onore di san Filippo Neri. Gli fu affidata dunque la decorazione affrescata della volta di un ambiente dietro la cappella del santo, con un ovale al centro con Madonna che risana san Filippo in punto di morte, che tuttavia non era ancora completato alla sua morte, nel 1651.
Tra gli oratoriani conobbe padre Virgilio Spada (1596-1662), fratello del cardinale Bernardino Spada (1594-1661) e dal 1645 sovraintendente ai lavori per la Fabbrica di San Pietro. Nello stesso anno il cardinale acquistò per la propria collezione sette dipinti del Tornioli e vi aggiunse in seguito altri tre dipinti, probabilmente acquistati dopo la morte del pittore. Nel 1645 altri due dipinti furono acquistati dallo stesso Virgilio, tra cui un Caino e Abele donato a papa Innocenzo X, a cui seguirono le opere per i due lati della cappella Spada in San Paolo Maggiore a Bologna.
Sempre da Virgilio Spada, ottenne il consistente incarico di disegnare i cartoni e realizzare i mosaici per la cappella del Santissimo Sacramento nella basilica di San Pietro eseguiti tra il 1647 e il 1648. L'incarico gli venne tuttavia sospeso nel 1650 perché dipingeva le tessere invece di utilizzarne di già colorate. Lo sdegno del suo protettore per l'inganno pose fine alla sua carriera e il pittore morì l'anno seguente, lasciando eredi la moglie Cecilia Castelli e la figlia Francesca Maria.

## Opere

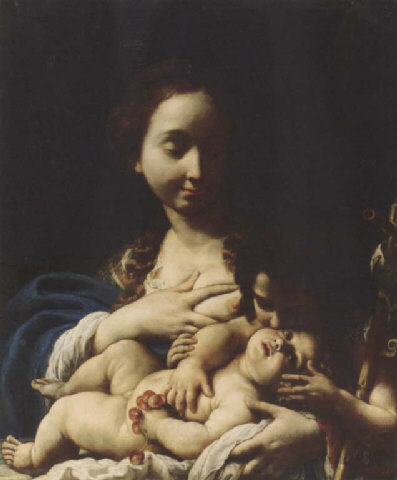
Madonna col Bambino e san Giovannino

- 1628: stendardo processionale della "Compagnia di San Giovannino sotto il Duomo" di Siena, ridipinto pochi anni dopo da Rutilio e Domenico Manetti;
- 1630: bozzetto per una pala con l'Estasi del beato Gioacchino Piccolomini per la basilica dei Servi (Pinacoteca di Siena), che fu in seguito dipinta da Rutilio Manetti;
- 1631: Crocifissione per l'altare della cappella destra della chiesa di San Niccolò in Sasso;
- 1630-1632: Madonna col Bambino e i santi Maria Maddalena, Giuseppe e Agostino (collezione Chigi-Saracini)
- 1633-1634: Martirio di santa Lucia, Cappella di Santa Lucia, Convento di Santa Maria a Ripa, Empoli
- 1634: Chiamata di san Matteo, per la Dogana di Siena;
- 1635- 1636: Visione di san Giovanni a Patmos per Federico IV Borromeo (oggi a Milano, Palazzo Marino, sala dell'Orologio)
- 1635-1636: San Sebastiano curato da santa Irene per Federico IV Borromeo (oggi a Milano, Palazzo Marino, sala dell'Orologio)
- 1637: Ritratto di Ferdinando III a cavallo commissionato dal cardinale Maurizio di Savoia[9]
- 1637-1642:
  - Madonna in gloria con le anime dei santi, commissionato dal cardinale Maurizio di Savoia per la scomparsa chiesa torinese della Vergine del Suffragio, oggi forse presso la chiesa di Sant'Agostino[10];
  - San Michele, commissionato dal cardinale Maurizio di Savoia per Torino[11]
- 1643-1651: Madonna che risana san Filippo in punto di morte, affresco della volta di un ambiente dietro la cappella del santo nella Chiesa Nuova, completato da altri dopo la morte del pittore;
- 1643: acquistati dal cardinale Bernardino Spada per la propria collezione sette dipinti:
  - Carità romana (Galleria Spada),
  - Madonna col Bambino dormiente e san Giuseppe (Galleria Spada),
  - Maddalena che dorme (ambasciata italiana ad Ankara),
  - Santissima Annunziata (altare maggiore della chiesa parrocchiale della Santissima Annunziata di Castel Viscardo[12]),
  - Madonna col Bambino e un angelo, in deposito presso l'ambasciata italiana a Berlino e dispersa durante la seconda guerra mondiale,
  - una seconda Madonna col Bambino dormiente e san Giuseppe, perduta,
  - Amore che dorme sotto le arti liberali, perduta;
- 1645: acquistati da Virgilio Spada:
  - Gli Astronomi (Galleria Spada),
  - Caino e Abele, donato al papa Innocenzo X (palazzo Doria-Pamphili, sala dei velluti)[13];
- 1646: altro Caino e Abele, commissionato da Virgilio Spada per la cappella Spada nella basilica di San Paolo Maggiore a Bologna e ivi collocato nel 1648;
- 1647-1650: cartoni e mosaici per la cappella del Santissimo Sacramento nella basilica di San Pietro (Battesimo di Cristo, La cresima, L'olio santo, La penitenza) e mosaico con fregio della cupola;
- 1648: Lotta di Giacobbe con l'angelo, per il lato opposto della cappella Spada in San Paolo Maggiore di Bologna;
- dipinti acquistati dopo la morte del pittore dal cardinale Bernardino Spada:
  - terza versione di Caino uccide Abele (Galleria Spada, esistente nella collezione nel 1652);
  - Sacrificio di Mirtillo (Galleria Spada, esistente nella collezione nel 1658);
  - Gesù scaccia i mercanti dal Tempio (Palazzo Spada, piano nobile).

## Note

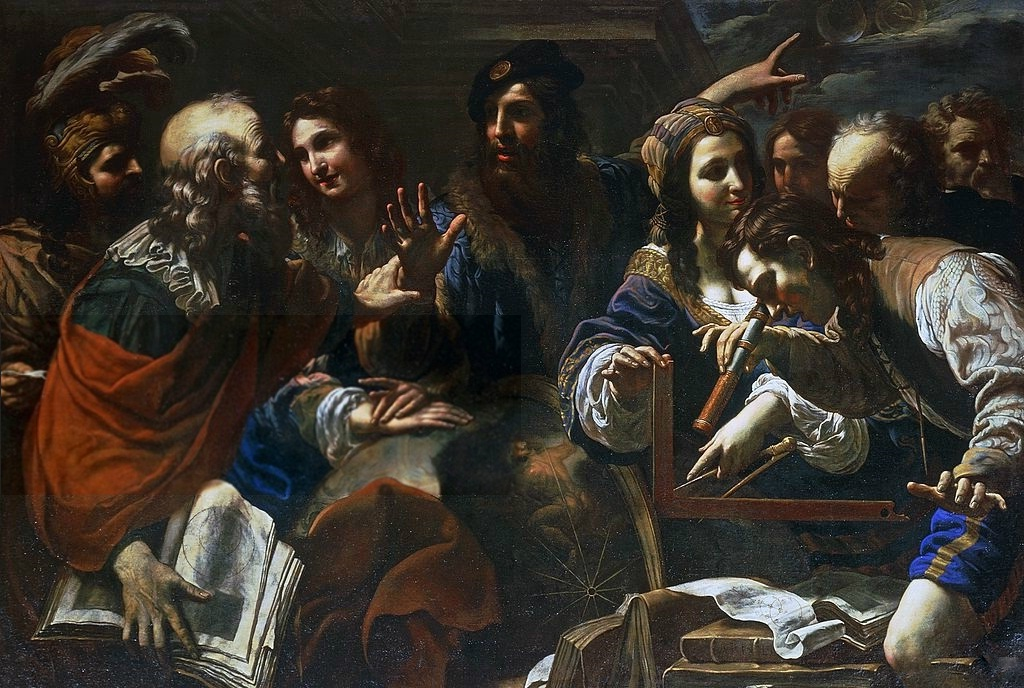
Gli Astronomi